# 기하학적 양자화
수리물리학에서 기하학적 양자화(幾何學的量子化, 영어: geometric quantization)는 해밀턴 역학으로 나타내어지는 고전적 계를 주로 심플렉틱 기하학을 통해 양자화하는 체계적인 방법이다. 1970년대에 수학자 베르트람 콘스탄트(Bertram Kostant)과 장-마리 수리오(Jean-Marie Souriau)가 정립했다.

## 정의
대부분의 고전적 계는 해밀턴 역학으로 나타낼 수 있다. 해밀턴 계는 다음과 같은 데이터로 주어진다.
- 심플렉틱 다양체 {\displaystyle (M,\omega )}. 이는 계의 상태 공간(phase space)이다.
- 해밀토니언 {\displaystyle H\colon M\to \mathbb {R} }. 이는 계의 시간 변화를 나타낸다.

고전적 관측가능량들은 {\displaystyle M} 위의 함수로 나타내어진다.
기하학적 양자화는 해밀턴 계에 일련의 추가 데이터를 통해 대응하는 힐베르트 공간을 정의한다. 이는 다음과 같다.
1. 준양자화(영어: prequantization)
2. 양자화
3. 메타플렉틱 보정(영어: metaplectic correction)

### 준양자화
심플렉틱 형식 {\displaystyle \omega }가 다음과 같은 준양자화 조건(準量子化條件, 영어: prequantization condition)을 만족시킨다고 하자.
{\displaystyle [\omega /2\pi ]\in \operatorname {H} ^{2}(M;\mathbb {Z} )}
즉, {\displaystyle \omega /2\pi }의 코호몰로지류는 정수 계수 코호몰로지 원소를 정의한다고 하자. (일반적으로, 드람 코호몰로지는 물론 실수 계수이다.)
매끄러운 다양체 {\displaystyle (M,\omega )} 위의 준양자 구조(準量子構造, 영어: prequantum structure)는 다음과 같은 데이터로 구성된다.
- {\displaystyle M} 위의 복소수 선다발 {\displaystyle L\twoheadrightarrow M}
- {\displaystyle L} 위의 코쥘 접속 {\displaystyle \nabla }

준양자화 조건을 만족시키는 심플렉틱 다양체 {\displaystyle (M,\omega )}에 대하여, 다음 두 조건을 만족시키는 표준적인 준양자 구조가 존재한다.
{\displaystyle \operatorname {c} _{1}(L)=[\omega /2\pi ]}
{\displaystyle F_{\nabla }=\mathrm {i} \omega }
여기서 {\displaystyle c_{1}}은 1차 천 특성류이다. (사실, 둘째 조건은 첫째 조건을 함의한다.)
{\displaystyle (M,\omega )}의 준양자 구조 {\displaystyle ({\mathcal {L}},\nabla )}가 주어졌다면, {\displaystyle {\mathcal {L}}\to {\mathcal {L}}^{\otimes n}}은 {\displaystyle (M,n\omega )}의 준양자 구조를 이룬다. 일반화 위치 {\displaystyle q^{i}}를 고정시킨다면 일반화 운동량이
{\displaystyle p_{i}=q_{j}\omega _{ij}}
이므로, 이는
{\displaystyle p_{i}\mapsto np_{i}}
와 같다. 라그랑주 역학이 성립한다면, 작용 {\displaystyle S}는 일반화 운동량에 비례하므로, 이는
{\displaystyle S/\hbar \mapsto nS/\hbar =S/(\hbar /n)}
이다. 양자역학의 파인만 경로 적분은 {\displaystyle S/\hbar }에만 의존하므로, 이는 플랑크 상수의 재정의
{\displaystyle \hbar \mapsto \hbar /n}
으로 생각할 수 있다. 따라서, {\displaystyle n\to \infty } 극한은 {\displaystyle \hbar \to 0}, 즉 반고전적(영어: semiclassical) 극한이다. 따라서, 고전 역학으로의 극한은 준양자 구조로 이해할 수 있다.

### 양자화
다양체 {\displaystyle M} 위의 극성화(極性化, 영어: polarization)는 다음과 같은 성질을 만족시키는, 접다발의 복소화 {\displaystyle TM^{\mathbb {C} }}의 부분 벡터 다발 {\displaystyle P\subset TM^{\mathbb {C} }}이다.:Definition 7.4:§4
- (적분 가능성) 모든 {\displaystyle u,v\in P}에 대하여, {\displaystyle [u,v]\in P}이다. 여기서 {\displaystyle [\cdot ,\cdot ]}는 리 미분이다.
- (극대성) {\displaystyle P}보다 더 큰 차원의 적분가능 분포는 존재하지 않는다. (즉, {\displaystyle M}이 유한 차원이라면, {\displaystyle P}의 차원은 {\displaystyle \dim _{\mathbb {R} }P=\dim M}이다.)

극성화와 준양자 구조가 주어진 다양체 {\displaystyle (M,L,\nabla ,P)}에 대하여, {\displaystyle {\mathcal {H}}}는 {\displaystyle L}의 제곱 적분 가능 단면 가운데, {\displaystyle P}의 방향으로 일정한 단면들이다.
{\displaystyle {\mathcal {H}}=\{s\in \operatorname {L} ^{2}(M,L)\colon \nabla _{P}s=0\}}
이는 내적을 통해 힐베르트 공간을 이룬다. 이 공간의 사영화(영어: projectivization)가 양자역학의 상태 공간이다.
여기서 ‘제곱 적분 가능 단면’이라는 것은 구체적으로 다음과 같다. {\displaystyle P}는 적분 가능하므로, 프로베니우스 정리에 따라서 엽층을 정의하며, 그 엽공간(영어: leaf space) {\displaystyle M/P}를 정의할 수 있다. 엽공간 위에는 {\displaystyle M}으로부터 유도된 측도가 존재한다. {\displaystyle \nabla _{P}s=0}을 만족시키는 단면의 경우 {\displaystyle M/P} 위에 정의할 수 있다. 단면의 제곱 적분 가능성이란 {\displaystyle M/P} 위에 유도된 측도에 대한 것이다.

### 메타플렉틱 보정
양자화 과정에서, 준고전적 상태를 양자 상태(힐베르트 공간의 벡터)에 대응시키려면 메타플렉틱 구조(영어: metaplectic structure)를 정의해야 한다.
심플렉틱 다양체 {\displaystyle (M,\omega )}의 접다발 {\displaystyle TM}은 심플렉틱 구조로 인해 {\displaystyle \operatorname {Sp} (\dim M,\mathbb {R} )} 구조를 갖는다. 메타플렉틱 군 {\displaystyle \operatorname {Mp} (2k,\mathbb {R} )}는 {\displaystyle \operatorname {Sp} (2k,\mathbb {R} )}의 연결 두 겹 피복군이다. ({\displaystyle \pi _{1}(\operatorname {Sp} (2k,\mathbb {R} ))=\mathbb {Z} }이므로, 이러한 연결 두 겹 피복군은 유일하다.) 심플렉틱 다양체 {\displaystyle (M,\omega )}의 메타플렉틱 구조는 접다발의 {\displaystyle \operatorname {Sp} (\dim M,\mathbb {R} )} 구조를 메타플렉틱 구조 {\displaystyle \operatorname {Mp} (\dim M,\mathbb {R} )}로의 올림(lift)이다. (이는 스핀 구조의 정의와 유사하다.)
준고전적 상태는 라그랑주 부분 다양체 {\displaystyle N\subset M}과 그 위에 정의된 {\displaystyle L}의 단면 {\displaystyle s\in \Gamma (N,L\otimes {\sqrt {\det T^{*}N}})}이다. {\displaystyle s^{2}}는 {\displaystyle N} 위에 주어진 밀도 분포를 나타낸다. 이 경우, 메타플렉틱 구조를 사용하여 이를 {\displaystyle {\mathcal {H}}}의 원소 {\displaystyle {\tilde {s}}\in \operatorname {L} ^{2}(M,L)}로 확장시킬 수 있다. 마찬가지로, 해밀토니언을 비롯한 일부 고전적 관측가능량 {\displaystyle f\colon M\to \mathbb {R} } 또한 메타플렉틱 구조를 사용해 양자역학적 관측가능량에 대응시킬 수 있다.
특히, 이 경우 자주 선다발 {\displaystyle L}을 {\displaystyle L\otimes {\sqrt {K}}}로 대체한다. 여기서 {\displaystyle K=\textstyle \bigwedge ^{\dim M}(\mathrm {T} M/P)^{*}}이다. 만약 {\displaystyle P}가 정칙 극성화라면 {\displaystyle K}는 복소다양체의 표준 인자에 대응되는 정칙 선다발이며, 만약 {\displaystyle P}가 실수 극성화라면 {\displaystyle K}는 일반화 좌표의 매끄러운 다양체 위의 최고차 미분 형식의 선다발이다. 예를 들어, {\displaystyle \mathrm {T} ^{*}N}의 실수 극성화의 경우, 상태는 {\displaystyle N} 위의 함수 {\displaystyle f(x)} 대신 {\displaystyle f(x){\sqrt {\mathrm {d} ^{\dim N}x}}}의 꼴이게 되며, 그 제곱 {\displaystyle |f(x)|^{2}\,\mathrm {d} ^{\dim N}x}은 자연스럽게 {\displaystyle N} 위에서 적분될 수 있다. 이러한 보정을 가하면, 조화 진동자의 에너지가 {\displaystyle n\omega \hbar } 대신 {\displaystyle (n+1/2)\omega \hbar }가 된다.

## 극성화의 종류
기하학적 양자화에서는 크게 두 종류의 극성화를 사용한다.
- {\displaystyle M}이 공변접다발 {\displaystyle M=\mathrm {T} ^{*}N}인 경우. 이는 짜임새 공간 {\displaystyle N}이 존재하여, 라그랑주 역학이 적용 가능한 경우다.
- {\displaystyle M}이 켈러 다양체인 경우.

### 공변접다발
공변접다발
{\displaystyle M=\mathrm {T} ^{*}N}
의 경우, 심플렉틱 미분 형식 {\displaystyle \omega =\mathrm {d} p_{i}\wedge \mathrm {d} q^{i}}에 대한 리우빌 미분 형식
{\displaystyle \theta =p_{i}\wedge \mathrm {d} q^{i}}
이 대역적(global)으로 존재한다. 즉, {\displaystyle \omega =\mathrm {d} \theta }는 완전 형식이고, 그 코호몰로지류는 0이다. 즉, 복소수 선다발
{\displaystyle {\mathcal {L}}\cong M\times \mathbb {C} }
은 자명하고, 그 위에 {\displaystyle \theta }를 성분으로 가지는 코쥘 접속을 정의할 수 있다.
이 경우, 표준적으로
{\displaystyle \mathrm {T} _{(x,p)}M\cong \mathrm {T} _{x}N\oplus \mathrm {T} _{x}^{*}N\qquad (x\in M,\;p\in \mathrm {T} _{x}^{*}M)}
{\displaystyle \mathrm {T} _{(x,p)}M^{\mathbb {C} }\cong \mathrm {T} _{x}N^{\mathbb {C} }\oplus \mathrm {T} _{x}^{*}N^{\mathbb {C} }\qquad (x\in M,\;p\in \mathrm {T} _{x}^{*}M)}
이므로, 다음과 같은 자연스러운 극성화가 존재한다.
{\displaystyle {\mathcal {P}}=\mathrm {T} ^{*}N^{\mathbb {C} }\subset TM^{\mathbb {C} }}
이는 파동 함수가 일반화 위치의 함수이며, 일반화 운동량에 의존하지 않는 것에 해당한다.
따라서 복소수 힐베르트 공간은 {\displaystyle N} 위의 르베그 공간
{\displaystyle {\mathcal {H}}=\operatorname {L} ^{2}(N,\mathbb {C} )}
과 동형이다. 이 위에 위치 및 운동량 연산자들은
{\displaystyle {\hat {x}}^{i}\colon f\mapsto x_{i}f}
{\displaystyle {\hat {p}}_{i}\colon f\mapsto -i\partial _{i}f}
으로 대응된다.

### 켈러 다양체
그 심플렉틱 형식이 정수 계수의 코호몰로지(의 {\displaystyle 2\pi }배)인 켈러 다양체 {\displaystyle M}을 생각하자. 이 경우, {\displaystyle \omega /2\pi }에 대응하는 정칙 선다발 {\displaystyle L\twoheadrightarrow M}이 존재하며, 그 위에 곡률이 {\displaystyle i\omega }인 접속을 정의할 수 있다.
켈러 다양체의 복소구조를 사용하여, 복소화 접다발 {\displaystyle TM^{\mathbb {C} }}를 다음과 같이 분해할 수 있다.
{\displaystyle \mathrm {T} M^{\mathbb {C} }=\mathrm {T} M^{+}\oplus \mathrm {T} M^{-}}
여기서 {\displaystyle \mathrm {T} M^{+}}는 정칙 벡터장들의 다발이고, {\displaystyle \mathrm {T} M^{-}}는 반정칙(antiholomorphic) 벡터장들의 다발이다. 이 경우 극성화를
{\displaystyle {\mathcal {P}}=\mathrm {T} M^{-}}
로 잡을 수 있다. 이에 따라서,
{\displaystyle {\mathcal {H}}=H^{0}(M,L)}
은 {\displaystyle L}의 (제곱 적분 가능) 정칙 단면들의 공간이다. 이 경우, 관측가능량들은
{\displaystyle {\hat {z}}^{i}\colon f\mapsto z^{i}f}
{\displaystyle -\mathrm {i} \partial _{i}\colon f\mapsto -\mathrm {i} \partial _{i}f}
에 의하여 생성되고, 이들은 정준 교환 관계를 만족시킨다.

## 예

### 유클리드 공간의 공변접다발 극성화
구체적으로, 위상 공간이 {\displaystyle 2n}차원 유클리드 공간 {\displaystyle \mathbb {R} ^{2n}}
인 계를 생각하자. 이를 공변접다발
{\displaystyle \mathbb {R} ^{2n}\cong T^{*}\mathbb {R} ^{n}=\operatorname {Span} _{\mathbb {R} }\{x_{1},\dots ,x_{n},p_{1},\dots ,p_{n}\}}
으로 여긴다면, 심플렉틱 퍼텐셜
{\displaystyle \theta =\sum _{i=1}^{n}p_{i}dx_{i}}
에 대응하는 접속은 다음과 같다.
{\displaystyle \nabla _{\partial /\partial p_{i}}={\frac {\partial }{\partial p_{i}}}}
{\displaystyle \nabla _{\partial /\partial q_{i}}={\frac {\partial }{\partial q_{i}}}-2\pi ip_{i}}
극성화
{\displaystyle \operatorname {Span} \left\{{\frac {\partial }{\partial p}}\right\}}
에 대한 힐베르트 공간은 따라서 다음과 같다.
{\displaystyle {\mathcal {H}}=\left\{f\in L^{2}(\mathbb {R} ^{2n})\colon {\frac {\partial f}{\partial p^{i}}}=0\forall i=1,\dots ,n\right\}\cong L^{2}(\mathbb {R} ^{n})}
반대로, 운동량 방향의 극성화
{\displaystyle \operatorname {Span} \left\{{\frac {\partial }{\partial x}}\right\}}
에 대한 힐베르트 공간은 다음과 같다.:Example 7.5
{\displaystyle {\mathcal {H}}=\left\{f\in L^{2}(\mathbb {R} ^{2n})\colon {\frac {\partial f}{\partial x^{i}}}-2\pi ip_{i}f(x)=0\forall i=1,\dots ,n\right\}}
즉,
{\displaystyle f(x,p)=f(p)\exp \left(2\pi i\sum _{i=1}^{n}p_{i}x_{i}\right)}
의 꼴의 함수들로 구성된다. 이는 위치 방향의 극성화의 푸리에 변환임을 알 수 있다.

### 유클리드 공간의 켈러 극성화
평탄한 복소공간에 켈러 양자화를 부여하면, 조화 진동자의 힐베르트 공간을 얻는다.:Example 7.10
구체적으로, 위상 공간이 {\displaystyle 2n}차원 유클리드 공간 {\displaystyle \mathbb {R} ^{2n}}인 계를 생각하자. 이 위의 준위상 선다발은 자명한 선다발이지만, 그 위의 접속은 다음과 같다.
{\displaystyle \nabla _{i}={\frac {\partial }{\partial x_{i}}}+x_{i}}
여기에 복소구조를 주어
{\displaystyle \mathbb {R} ^{2n}\cong \mathbb {C} ^{n}}
{\displaystyle z_{i}=x_{i}+x_{i+n},\quad i=1,\dots ,n}
{\displaystyle {\frac {\partial }{\partial z}}={\frac {1}{2}}\left({\frac {\partial }{\partial x}}-i{\frac {\partial }{\partial y}}\right)}
{\displaystyle {\frac {\partial }{\partial {\bar {z}}}}={\frac {1}{2}}\left({\frac {\partial }{\partial x}}+i{\frac {\partial }{\partial y}}\right)}
으로 생각하고, 켈러 극성화
{\displaystyle {\mathcal {P}}=\operatorname {Span} _{\mathbb {C} }\left\{{\frac {\partial }{\partial {\bar {z}}}}_{1},\dots ,{\frac {\partial }{\partial {\bar {z}}}}\right\}}
를 적용하자. 그렇다면 힐베르트 공간은 L2 함수 {\displaystyle s\colon \mathbb {C} ^{n}\to \mathbb {C} }가운데
{\displaystyle \nabla _{\partial /\partial z}s(z,{\bar {z}})=\left(2{\frac {\partial }{\partial {\bar {z}}}}+z\right)s(z,{\bar {z}})=0}
인 것들로 구성된다. 이 조건을 만족시키는 함수는
{\displaystyle s(z,{\bar {z}})=f(z)\exp \left(-\sum _{i}z_{i}{\bar {z}}^{i}/2\right)}
의 꼴이며, 여기서 {\displaystyle f\colon \mathbb {C} \to \mathbb {C} }는 다음 조건을 만족시키는 정칙 함수이다.
{\displaystyle \int _{\mathbb {C} }|f(z)|^{2}\exp \left(-\sum _{i}z_{i}{\bar {z}}_{i}\right)\,d^{2n}z<\infty }
이 힐베르트 공간에는 다음과 같이 다중지표를 사용한 힐베르트 기저를 줄 수 있다.
{\displaystyle s_{\alpha }=z^{\alpha }\exp(-z{\bar {z}}/2),\qquad \alpha \in \mathbb {N} ^{n}}
이들은 {\displaystyle n}차원 조화 진동자의 {\displaystyle \alpha }번째 에너지 준위로 해석할 수 있다. 이러한 힐베르트 공간을 시걸-바르그만-포크 공간(영어: Segal–Bargmann–Fock space)이라고 한다.

### 리만 구의 양자화
리만 구 {\displaystyle {\hat {\mathbb {C} }}} 위에 켈러 양자화를 가하면, 스피너를 얻으며, 이는 비가환 기하학적으로 퍼지 구로 이해할 수 있다. 구체적으로, 준양자 선다발을 차수 {\displaystyle k}의 인자 {\displaystyle D}에 대응하는 선다발 {\displaystyle {\mathcal {O}}(D)}로 고르자. 그렇다면, 켈러 양자화 힐베르트 공간은 다음과 같다.
{\displaystyle {\mathcal {H}}(k)=\{f\in \Gamma ({\mathcal {O}}(D))\colon {\bar {\partial }}f=0\}}
이 힐베르트 공간의 차원은 리만-로흐 정리에 의하여
{\displaystyle \dim _{\mathbb {C} }{\mathcal {H}}(k)=\max\{k+1,0\}}
이다. 이는 스핀 {\displaystyle k/2}의 스피너의 힐베르트 공간의 차원과 같다. (사실 메타플렉틱 보정을 고려할 경우, {\displaystyle k}를 {\displaystyle k-1}로 치환하여야 한다.)
보다 일반적으로, 콤팩트 리만 곡면 {\displaystyle \Sigma } 위에 켈러 양자화를 가하자. 이 경우, 준양자 선다발을 인자 {\displaystyle D}에 대응하는 선다발로 잡고 켈러 양자화를 가하면 층 코호몰로지 공간
{\displaystyle {\mathcal {H}}(D)=H^{0}(\Sigma ,{\mathcal {O}}(D))}
을 얻으며, 그 차원은 리만-로흐 정리에 의하여 계산할 수 있다.

### 콤팩트 켈러 다양체의 양자화
보다 일반적으로, 콤팩트 켈러 다양체 {\displaystyle M} 위에, 양의 정수 {\displaystyle k\in \mathbb {Z} ^{+}}에 대하여 곡률이 {\displaystyle k\omega }가 되는 복소수 정칙 선다발 {\displaystyle {\mathcal {L}}^{\otimes k}}이 주어졌다고 하자. 그렇다면, 이를 준양자 선다발로 삼아 켈러 양자화를 가하면 힐베르트 공간은 층 코호몰로지
{\displaystyle {\mathcal {H}}(k)=H^{0}(M,{\mathcal {L}}^{\otimes n})}
가 된다. 이 코호몰로지의 차원은 충분히 큰 {\displaystyle k}에 대하여 히르체브루흐-리만-로흐 정리로 계산할 수 있다.:Example 7.11
{\displaystyle {\mathcal {H}}(k)=\int _{M}\exp(k\omega )\operatorname {Td} M\qquad (k\gg 1)}
여기서 {\displaystyle \operatorname {Td} M}은 토드 특성류이다.
특히, {\displaystyle M}이 복소수 {\displaystyle n}차원이라면
{\displaystyle \int _{M}\exp(k\omega )\operatorname {Td} M=\sum _{i=0}^{n}\int _{M}{\frac {k^{i}\omega ^{i}}{i!}}\operatorname {Td} M=k^{n}\int _{M}\omega ^{n}/n!+{\frac {1}{(n-1)!2}}k^{n-1}\int _{M}\omega c_{1}+\cdots }
이 되므로, 고전 극한 {\displaystyle k\to \infty }에서는 힐베르트 공간의 차원이 위상 공간의 부피 {\displaystyle \int _{M}(k\omega )^{n}/n!}에 수렴하는 것을 알 수 있다.